# Robert Kenedy Nunes do Nascimento
Robert Kenedy Nunes do Nascimento (sinh ngày 8 tháng 2 năm 1996), thường gọi là Kenedy, là cầu thủ bóng đá người Brasil thi đấu ở vị trí Tiền vệ cánh cho câu lạc bộ Chelsea tại giải bóng đá Ngoại hạng Anh.
Anh bắt đầu thi đấu chuyên nghiệp cho Fluminense từ năm 17 tuổi, có được 40 lần ra sân với 5 bàn thắng cho đội bóng Brasil trước khi chuyển đến Anh thi đấu cho Chelsea với giá chuyển nhượng 6,3 triệu £ vào năm 2015.

## Sự nghiệp câu lạc bộ

### Fluminense
Kenedy sinh tại Santa Rita do Sapucaí, Minas Gerais, và bắt đầu sự nghiệp thi đấu tại Fluminense. Anh có trận đấu đầu tiên trong sự nghiệp vào ngày 28 tháng 7 năm 2013 trong trận thua Grêmio 2-0 tại giải Campeonato Brasileiro Série A. Ngày 24 tháng 5 năm 2014, anh ghi bàn thắng đầu tiên trong sự nghiệp và là bàn thắng duy nhất trong trận đấu giữa Fluminense và Esporte Clube Bahia. Bàn thắng thứ hai của anh đến vào tháng 9 năm 2014, gỡ hòa trong những phút cuối của trận đấu với Cruzeiro.
Trước khi rời Fluminense, anh đã có 40 trận cho đội bóng Brasil và ghi được tổng cộng 5 bàn thắng.

### Chelsea

#### 2015-16
Ngày 26 tháng 6 năm 2015, Fluminense thông báo Kenedy đã được bán cho một câu lạc bộ chưa rõ tên nhưng được truyền thông xác nhận là Chelsea với phí chuyển nhượng khoảng 6,3 triệu £. Kenedy sau đó đã được huấn luyện viên José Mourinho điền tên vào danh sách du đấu trước mùa giải tại Bắc Mỹ và anh đã có màn ra mắt câu lạc bộ mới trong trận đấu với Barcelona, thi đấu 45 phút và để lại được ấn tượng. Huấn luyện viên Mourinho sau đó đã tuyên bố Chelsea sẽ cố gắng lấy được giấy phép lao động để anh có thể thi đấu tại Premier League hơn là đem cho mượn tại Vitesse Arnhem.
Ngày 22 tháng 8 năm 2015, Kenedy chính thức trở thành cầu thủ của Chelsea sau khi hoàn tất mọi thủ tục. Một tuần sau đó, anh có trận đấu chính thức đầu tiên cho Chelsea khi vào sân thay cho hậu vệ César Azpilicueta ở phút thứ 68 trận thua Crystal Palace 1-2. Ngày 23 tháng 9, anh có bàn thắng đầu tiên cho đội bóng nước Anh trong trận đấu vòng ba Cúp Liên đoàn bóng đá Anh thắng Walsall 4-1, đồng thời còn có pha kiến tạo cho người đồng hương Ramires lập công. Ngày 21 tháng 11, anh bất ngờ được huấn luyện viên Mourinho điền tên vào đội hình chính thức lần đầu tiên ở vị trí hậu vệ cánh trái và anh đã thi đấu tốt trong chiến thắng 1-0 trước Norwich City.
Ngày 1 tháng 3 năm năm 2016, anh chính thức có bàn thắng đầu tiên tại Premier League, bàn thắng ngay ở giây thứ 39 trận đấu với Norwich từ một cú sút xa. Chelsea giành chiến thắng 2-1 và đây cũng là bàn thắng nhanh nhất của mùa giải 2015-16.

#### 2016-17
Ngày 30 tháng 8 năm 2016, Kenedy được Chelsea cho Watford mượn đến hết mùa giải 2016-17. Ngày 26 tháng 9, anh có trận đấu đầu tiên nhưng cũng là duy nhất cho Watford khi vào sân ở 15 phút cuối trận thua 2–0 trước Burnley. Do chấn thương, Kenedy đã phải trở về Chelsea sớm hơn dự kiến, vào tháng 12 năm 2016.

#### 2017-18
Ngay trước thềm trận đấu giao hữu trước mùa giải giữa Chelsea và Arsenal diễn ra tại Sân vận động quốc gia Bắc Kinh, Trung Quốc Kenedy đã đăng một đoạn video lên trang Instagram cá nhân với nội dung chế giễu người Trung Quốc và điều này làm ảnh hưởng nặng nề đến hình ảnh của Chelsea. Kenedy đã bị Chelsea không cho tiếp tục tour du đấu và phải trở lại Anh sau sự cố này.
Ngày 20 tháng 9 năm 2017, Kenedy có lần ra sân đầu tiên trong mùa giải trong trận đấu với Nottingham Forest tại League Cup. Anh chính là người đã mở tỉ số giúp Chelsea có chiến thắng lớn chung cuộc 5–1. Ngày 17 tháng 1 năm 2018, anh có đường chuyền thành bàn cho Michy Batshuayi trong trận đá lại vòng 3 Cúp FA với Norwich City, một tuần trước khi được cho mượn đến Newcastle United theo thỏa thuận cho mượn đến hết mùa giải 2017-18.

#### Cho mượn tại Newcastle United
Ngày 23 tháng 1 năm 2018, Kenedy đến Newcastle United theo hợp đồng cho mượn đến hết mùa giải 2017–18. Kenedy có màn ra mắt đầy thành công khi anh là người có quả phạt góc kiến tạo cho Jamaal Lascelles mở tỉ số trong trận hòa 1–1 với Burnley.
Ngày 10 tháng 3, Kenedy lập cú đúp đem về chiến thắng 3-0 của Newcastle trước Southampton. Ngày 31 tháng 3, anh là người có đường chuyền để Ayoze Perez ghi bàn thắng duy nhất trong trận đấu giữa Newcastle và Huddersfield.

#### Cho mượn tại Getafe
Ngày 2 tháng 9 năm 2019, Kenedy được Chelsea đem cho mượn tại đội bóng La Liga là Getafe đến hết mùa giải 2019–20. Ngày 3 tháng 11 năm 2019, anh có bàn thắng đầu tiên cho Getafe để đem về chiến thăng 1-0 trước Celta Vigo tại La Liga. Ngày 12 tháng 12, anh ấn định tỉ số 3-0 trước FC Krasnodar trong trận đấu cuối cùng vòng bảng UEFA Europa League 2019-20.
Ngày 20 tháng 2 năm 2020, Kenedy có sút xa từ rìa vòng cấm ấn định chiến thắng 2-0 trước AFC Ajax tại lượt đi vòng 32 đội UEFA Europa League. Anh kết thúc mùa giải với tổng cộng 27 lần ra sân cho Getafe trên mọi đấu trường, ghi được 3 bàn thắng.

#### Cho mượn tại Granada
Ngày 8 tháng 9 năm 2020, Kenedy tiếp tục được đem cho một đội bóng khác tại La Liga mượn là Granada đến hết mùa giải 2020-21.

#### Cho mượn tại Flamengo
Vào ngày 18 tháng 8 năm 2021, Kenedy gia hạn hợp đồng với Chelsea và trở lại Brazil dưới dạng cho mượn với Flamengo cho đến tháng 7 năm 2022.

## Sự nghiệp đội tuyển quốc gia
Kenedy đã ghi được 6 bàn thắng trong 8 trận đấu tại giải vô địch bóng đá U-17 Nam Mỹ 2013 và U-17 Brasil chung cuộc đứng ở vị trí thứ ba.
Kenedy có tên trong danh sách đội hình đội tuyển U-20 Brasil tham dự giải vô địch bóng đá U-20 thế giới 2015 tổ chức tại New Zealand nhưng đã bị loại vào giờ chót do chấn thương.